# Hrada (rejon żytkowicki)
Hrada (biał. Града; ros. Гряда, Griada) – wieś na Białorusi, w obwodzie homelskim, w rejonie żytkowickim, w sielsowiecie Ludzieniewicze.
Położona jest przy Rezerwacie Krajobrazowym Środkowa Prypeć.